# Legge Nuova
La Legge Nuova è una statua di Camillo Pacetti ubicata sulla facciata del duomo di Milano del 1810, ritenuta essere una delle fonti di ispirazione per la Statua della Libertà di New York realizzata da Auguste Bartholdi e inaugurata nel 1886. 

## Storia e descrizione
La statua, realizzata da Camillo Pacetti nel 1810, si trova alla sinistra del finestrone seicentesco situato sopra il portone principale della chiesa e simboleggia il Nuovo Testamento, in contrapposizione al Vecchio Testamento rappresentato dalla statua della Legge Vecchia, o Legge Mosaica, realizzata nello stesso anno da Luigi Acquisti e situata alla destra del finestrone.
Raffigura una donna vestita con una tunica e con la testa cinta da una corona stellata. La mano sinistra si appoggia ad una grande croce mentre il braccio destro, alzato, regge una fiaccola.
Il bozzetto della statua, in terracotta ed alto 50 cm, è conservato presso la Galleria d'Arte Moderna di Milano.